# Neil Back
Neil Anthony Back (Coventry, 16 gennaio 1969) è un allenatore ed ex giocatore di rugby a 15 internazionale inglese, vincitore della Coppa del Mondo 2003.

## Biografia
Nato a Coventry, nel periodo scolastico Neil Back si dedicò anche a calcio e cricket prima di orientarsi definitivamente al rugby.
Tra il 1985 e il 1994 compì tutta la trafila nelle selezioni nazionali inglesi, prima la Under-18, poi la Under-21 e l'Inghilterra “A”.
Nel 1994 giunse infine il debutto in Nazionale maggiore, contro la Scozia.
A dispetto del buon esordio internazionale, all'inizio Neil Back non fu utilizzato regolarmente per via del suo fisico reputato non abbastanza prestante (178 cm. per 89 kg) per la posizione di flanker, benché i suoi estimatori sostenessero che proprio tale struttura non estremamente massiccia gli permetteva rapidità di movimento e gioco veloce con la palla, oltreché maggiore efficacia nei placcaggi.
Nel 1995, ad ogni modo, Back fu selezionato per la squadra inglese che prese parte alla III Coppa del Mondo in Sudafrica, e nel 1996 affrontò un episodio alquanto controverso e imbarazzante: nella finale di Coppa Anglo-Gallese contro il Bath, subito dopo il fischio finale placcò l'arbitro, Steve Lander.
La spiegazione di Back fu di aver confuso l'arbitro con la terza ala del Bath Andy Robinson (peraltro futuro C.T. dell'Inghilterra).
Tuttavia ciò non gli evitò una squalifica di sei mesi, dalla quale comunque rientrò senza apparente compromissione delle sue qualità fisiche e tecniche, tanto che nel 1997, suo primo anno da professionista, fu chiamato nella selezione dei British Lions che vinse la serie contro gli Springbok durante il tour in Sudafrica, performance replicata quattro anni dopo, quando i British Lions nel 2001 affrontarono il loro tour in Australia.
Nel frattempo, era giunta la convocazione per la IV Coppa del Mondo, che l'Inghilterra disputò praticamente in casa (la competizione si svolse tra il Galles e parte del resto del Regno Unito), e la vittoria nel 2001 dell'Heineken Cup con il Leicester, sulla quale Back incise con una meta e l'azione d'attacco che mandò a segno Leon Lloyd per il 34-30 finale contro lo Stade Français.
Per un breve periodo, stante l'assenza per infortunio del compagno del Leicester e della Nazionale Martin Johnson, Back fu il capitano di entrambe le squadre, anche se per la Coppa del Mondo 2003 in Australia Johnson si ristabilì e riacquisì i suoi gradi.
Nella Coppa 2003 Back giocò sei incontri su sette, saltando solo quello, ininfluente e peraltro vinto largamente, contro l'Uruguay.
Il contributo dato alla vittoria finale fu di due mete in tutto il torneo.
Nel 2004, dopo il Sei Nazioni di quell'anno, Back, nel frattempo nominato Membro dell'Ordine dell'Impero Britannico per meriti sportivi, decise di ritirarsi dall'attività internazionale («Il pensiero di un'altra estate lontano da mia moglie e le mie figlie è bastato per farmi decidere di smettere», disse Back in un'intervista in cui spiegava le ragioni del suo ritiro) e, alla fine della stagione, di chiudere con il rugby giocato.
Nel frattempo gli era stato affidato l'incarico di allenatore degli avanti del Leicester.
L'ultimo atto di Back come giocatore non fu, tuttavia, nel 2003: la sua carriera finì un anno dopo la sua ultima partita, quando fu chiamato dai British Lions per il loro tour in Nuova Zelanda del 2005.
Back divenne così il giocatore più anziano a vestire la maglia dei British Lions, 36 anni e mezzo.
Fu impiegato nel primo dei tre match (il suo quinto in assoluto con la selezione interbritannica), che fu anche l'ultimo ai massimi livelli che disputò.
Dopo il ritiro Back assunse la guida degli avanti del Leicester e, contemporaneamente, allena l'analogo reparto del team riserve, con il quale vinse la Guinness “A” League (il campionato riserve) battendo in finale i pari categoria degli Harlequins; nel 2008 ebbe il suo primo incarico da allenatore-capo, al Leeds Carnegie in English Premiership per poi passare ai Lions, squadra della città di Rugby.
Nel 2012 divenne allenatore in seconda di Michael Bradley all'Edimburgo ma, dopo i risultati non soddisfacenti della squadra, si dimise dall'incarico a inizio di marzo 2013.

## Palmarès
- Coppe del mondo: 1
Inghilterra: 2003
- Premiership: 4
Leicester: 1998-99; 1999-2000; 2000-01; 2001-02
- Heineken Cup: 2
Leicester: 2000-01; 2001-02